# Roskosmos

Logo

Roskosmos (Russisch: Роскосмос) – officieel het Ruimtestaatsbedrijf "Roskosmos" (Russisch: Государственная корпорация по космической деятельности «Роскосмос») – is het staatsbedrijf van de Russische overheid dat verantwoordelijk is voor Russisch ruimteonderzoek en lucht- en ruimtevaart in het algemeen. 
Na het uiteenvallen van de Sovjet-Unie in 1991 erfde de organisatie het merendeel van het voormalige Sovjet-ruimtevaartprogramma. Een kleiner deel van de erfenis ging naar de onafhankelijk geworden landen Oekraïne en Kazachstan, waaronder het belangrijke Kosmodroom van Bajkonoer dat door Kazachstan aan de Russische overheid wordt verhuurd. De Sovjet-ontwerpbureaus - destijds verantwoordelijk voor het ontwikkelen, ontwerpen, en produceren van ruimtevaarttechnologie - werden aanvankelijk geprivatiseerd tot elkaar beconcurrerende bedrijven maar zijn sinds 2015 gerenationaliseerd binnen Roskosmos. 
Sindsdien is Roskosmos verantwoordelijk voor alle Russische niet-militaire bemande en onbemande ruimtevaart. Militaire ruimtevaart valt echter onder de Russische Lucht- en Ruimtestrijdkrachten.

## Geschiedenis
In 1992 werd het Russisch Ruimte Agentschap (RKA) opgericht als de Russische deel van de erfenis van de Sovjet-ruimtevaart. In 1999 vond een reorganisatie tot het Russisch Lucht- en Ruimtevaart Agentschap ("Rosaviakosmos") plaats, om vervolgens in 2004 te worden hernoemd naar het Federale Ruimte Agentschap. In 2015 werd de organisatie opnieuw gereorganiseerd, ditmaal als staatsbedrijf waarbinnen de tientallen Russische commerciële ruimtevaartbedrijven - waarvan de meesten ook uit de Sovjet-tijd dateren als de toenmalige ontwerpbureaus - werden ingelijfd. Daarmee is de Russische ruimtevaartsector volledig gerenationaliseerd, en zijn alle op Russisch grondgebied aanwezige onderdelen van het civiele ruimtevaartprogramma van de Sovjet-Unie binnen één organisatie ondergebracht. In 2018 zijn directie en Raad van Toezicht volledig vervangen door de Russische regering.
Het Russisch ruimtevaartbedrijf wordt net als in de tijd van de Sovjet-Unie constant geplaagd door een gebrek aan financiële middelen, wat de inspanningen aan zijn programma's, van het maanprogramma tot aan het internationaal ruimtestation ISS, sterk heeft bemoeilijkt.

## Huidige programma's
Het Russisch ruimtevaartbedrijf is een van de partners in het ISS. Roskosmos biedt ook ruimtetoerisme aan betalende passagiers aan naar het ISS via het bedrijf Space Adventures.
Roskosmos heeft verder een aantal andere programma's lopen voor aardonderzoek, communicatie en wetenschappelijk onderzoek. Toekomstige projecten omvatten een klein ruimteveer Kliper in samenwerking met de Europese Ruimtevaartorganisatie, wetenschappelijke robotmissies naar een van de manen van Mars, evenals een uitbreiding van het aantal onderzoekssatellieten in een baan om de aarde.
Hoewel Roskosmos plannen heeft om naar de maan te gaan, ligt hun focus voornamelijk op hun eigen ruimtestation en transportatie van goederen.

## Bestuur
Het hoofdkwartier van Roskosmos staat in Moskou. Het Russisch ruimtevaartbedrijf is veel meer dan bijvoorbeeld NASA en ESA een bestuurlijke organisatie, operationele activiteiten zoals het lanceren van de raketten worden uitgevoerd door Raketnokosmitsjeskaja Korporatsija Energia, die ook eigenaar is van faciliteiten als het vluchtleidingscentrum in Koroljov, de faciliteiten in Sterrenstad en die op het Baikonoer Kosmodroom in Kazachstan. Roskosmos heeft slechts zo'n 300 mensen zelf in dienst en wordt sinds 2022 geleid door Joeri Borisov.